# Punch Brothers
Punch Brothers je americká hudební skupina hrající progresivní bluegrass. Vznikla v roce 2006 v Brooklynu a hraje ve složení Chris Thile (mandolína), Gabe Witcher (housle), Noam Pikelny (banjo), Chris Eldridge (kytara) a Paul Kowert (kontrabas). Své debutové album, které dostalo název Punch, vydala skupina v únoru roku 2008 prostřednictvím hudebního vydavatelství Nonesuch Records. Producentem nahrávky byl Steven Epstein. Druhou desku Antifogmatic vydalo stejné vydavatelství v červnu 2010 a o produkci se tentokrát staral Jon Brion. Producentem třetí desky, která dostala název Who's Feeling Young Now? a vyšla v únoru 2012, byl Jacquire King. Své čtvrté album vydala skupina po třech letech. Dostalo název The Phosphorescent Blues a jeho producentem byl T-Bone Burnett.

## Členové
- Chris Thile – mandolína, zpěv
- Gabe Witcher – housle, zpěv
- Noam Pikelny – banjo, zpěv
- Chris Eldridge – kytara, zpěv
- Paul Kowert – kontrabas, zpěv

Dřívější členové
- Bryan Sutton – kytara, zpěv
- Greg Garrison – kontrabas, zpěv

## Diskografie
- Punch (2008)
- Antifogmatic (2010)
- Who's Feeling Young Now? (2012)
- The Phosphorescent Blues (2015)